# Zelflosinstallatie

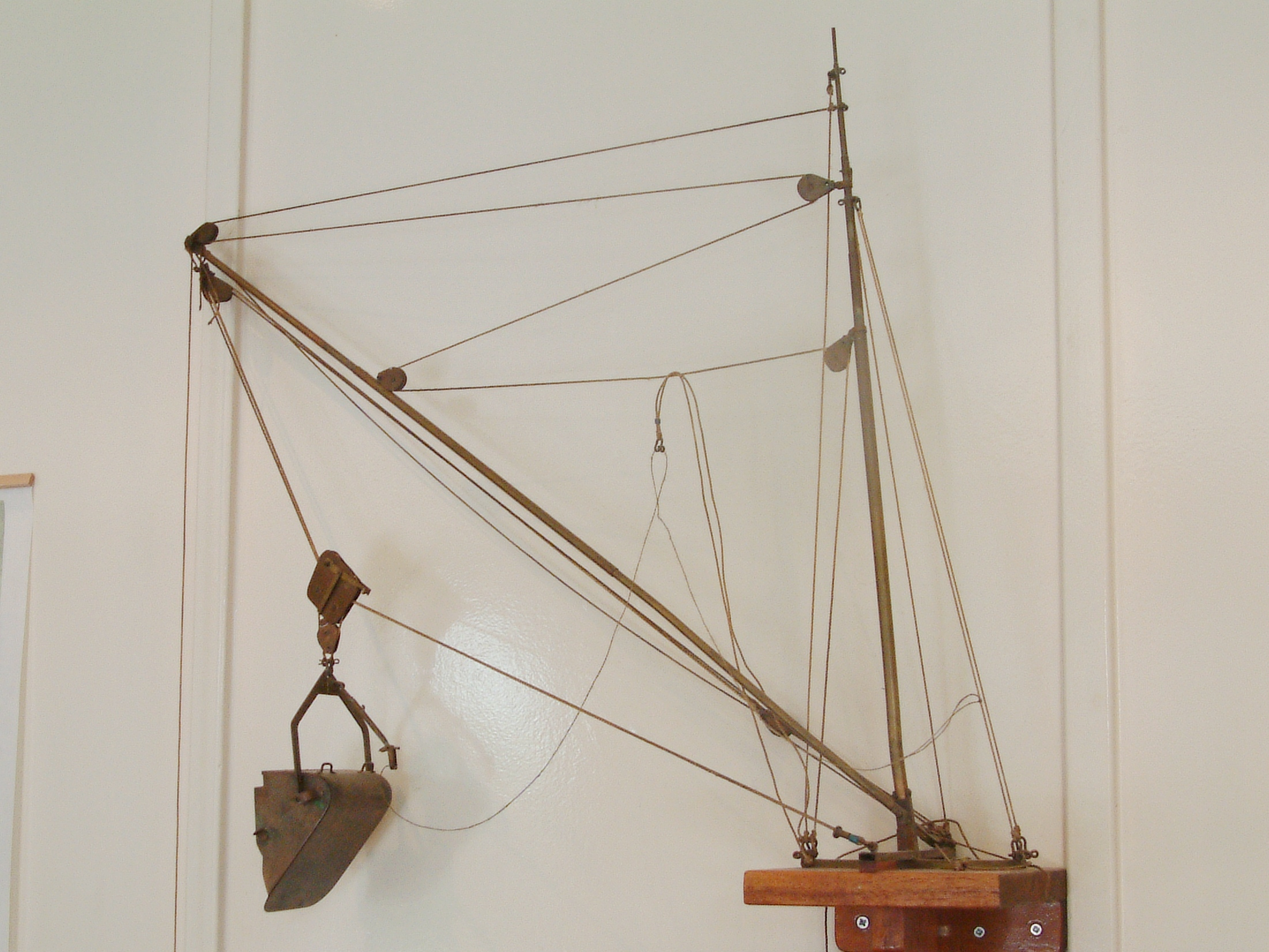
Model van een zelflosinstallatie

Een zelflosinstallatie is een voorziening aan boord van een schip om zelfstandig, dus zonder hulp van de wal, zand en grind te kunnen lossen. Een schip met een zelflosinstallatie en de installatie zelf worden ook wel een zelflosser genoemd.

## Algemeen
Voor het aanvoeren van grote partijen zand en grind worden vooral binnenschepen gebruikt. Die geladen schepen moeten worden gelost en vroeger gebeurde dat met behulp van manden en kruiwagens. Voor dat doel werden in de opstaande kanten ven het laadruim, de den, uitschuifbare zand- of kruiwagenluiken opgenomen, waardoor de loopplank lager in het scheepsruim uitkwam. Die manden en kruiwagens werden gewoon met de schop gevuld en vervolgens over de loopplank aan land gebracht. Zandschipper Arie Kreuk uit Nieuwerkerk aan den IJssel begon rond 1915 te experimenteren met het aan land brengen van zand met behulp van zijn mast en giek, waaraan een geladen kruiwagen, mand of ton werd gehangen. Het nadeel was dat er steeds iemand aan de wal de zaak moest opvangen.
De schipper ontwikkelde daarom in 1916 een speciale losbak. Aan deze bak is een hijsbeugel bevestigd en het geheel rijdt met een rijblok over een aan de giek bevestigde rijdraad van in het ruim tot boven de wal. Door van boord af aan een lijntje te trekken kiepte de bak. De basis van de zelflosinstallatie.
Men kan een zelflosser herkennen aan de lengte van de giek. Als het zand naar verder van het water gelegen bestemmingen moest worden gebracht werd gelost boven een zandtrechter. Daar kan een vrachtauto onder rijden en door een schuif open te trekken werd de zandwagen geladen. De giek moest in zo'n geval tot boven de trechter reiken. Dat betekent dat de giek in veel gevallen praktisch even lang moet zijn als het schip. De giek reikt dan langs de stuurhut tot over de roef. Als de luiken open liggen wordt het beter zichtbaar. Er staat bij oude, nog niet verbouwde zelflossers een schuin schot in het ruim, waarlangs de bak omhoog werd getrokken. Achter dat schot was een kleine ruimte tot het waterdichte schot, daar stond dan de losmotor.
Deze zelflosinstallatie werd in de loop der tijd door vele zandschippers geperfectioneerd. Honderden schepen hebben tot de jaren zeventig met een zelflosinstallatie gevaren. Later werden de zelflossers vervangen door walkranen en kraanschepen die de schepen met grijpers lossen. Die kunnen een schip lossen met minder personeel en het vraagt daar ook minder energie van.

## Werkwijze
Om te kunnen lossen wordt de mast overeind gezet en de giek boven de losplaats buitenboord gedraaid en goed vastgezet. De rijdraad wordt strak gezet tussen het topje van de giek en beneden aan het schip. Het omhoog hijsen van de bak langs de rijdraad gebeurt door middel van de speciale zandlier op het voordek, die wordt aangedreven door de losmotor. De bak komt langs de rijdraad naar beneden, wordt afgeremd met de voetrem op de lier en opgevangen door de man in het ruim. Die moet letterlijk "aan de bak". Hij pakt de bak aan de beugels aan de achterkant, kantelt de bak in de uitgangspositie en daardoor sluit een pal door middel van een veer. Hij dirigeert de bak in positie en de man aan de zandlier trekt daarmee de hijsdraad aan, waardoor de bak in het zand schuift. Door de hijsdraad en het speciale rijblok wordt de bak met het zand uit het ruim getrokken en langs de rijdraad langs de giek omhoog gebracht tot boven de wal. Daar trekt de man aan de lier met een lijntje de pal los en kantelt de bak. Het zand valt daarmee op de berg op de wal of in de trechter. Daarnaa herhaalt de beweging zich.
| Nog zelf lossende schepen | ENI- of Europanummer |
| ------------------------- | -------------------- |
| Door Gunst Verkregen      | ENI 02324338         |
| Vertrouwen                | ENI 02304101         |

## Externe link

Afbeeldingen van verschillende zelflosinstallaties
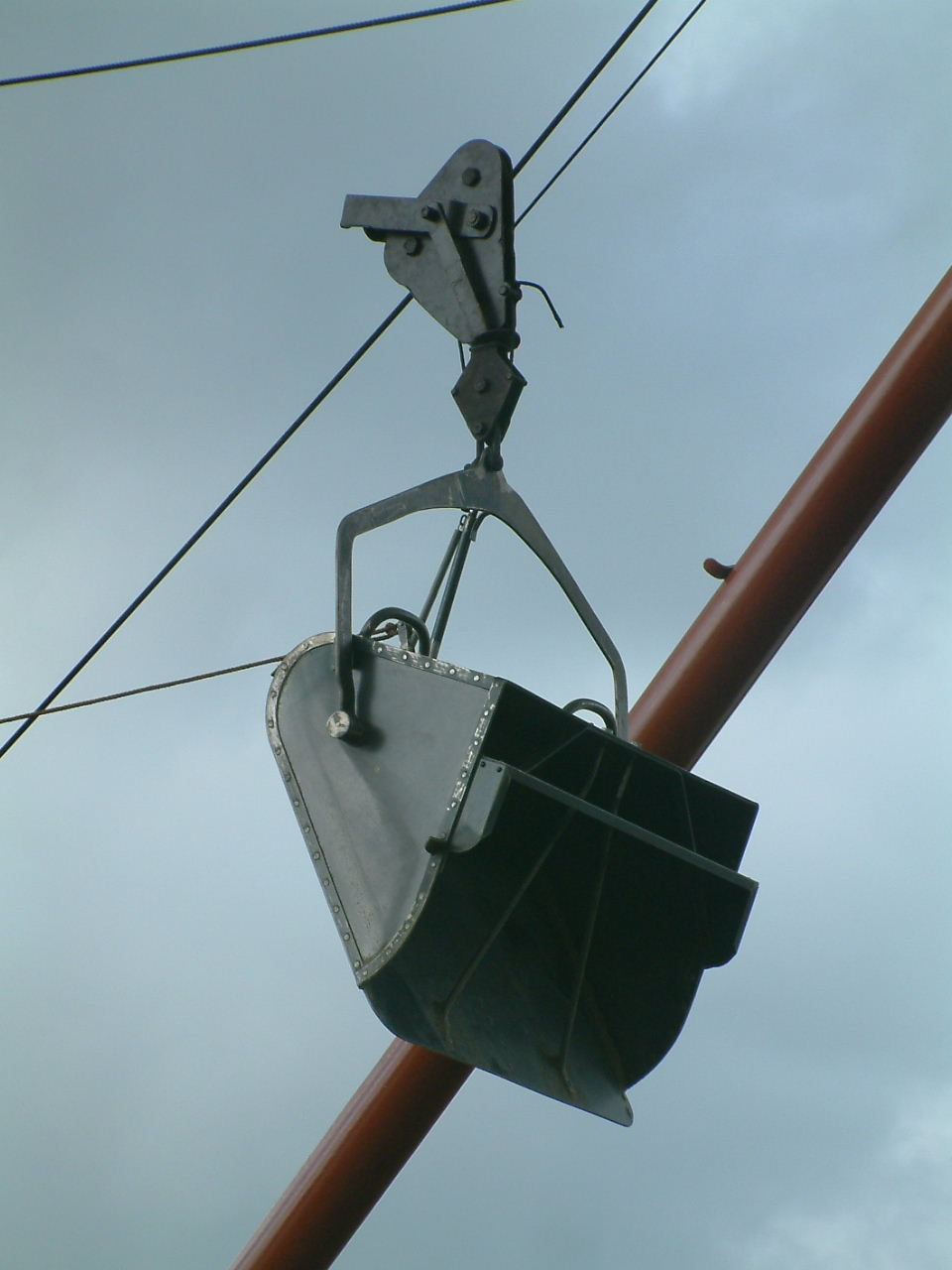
De lege bak komt omlaag
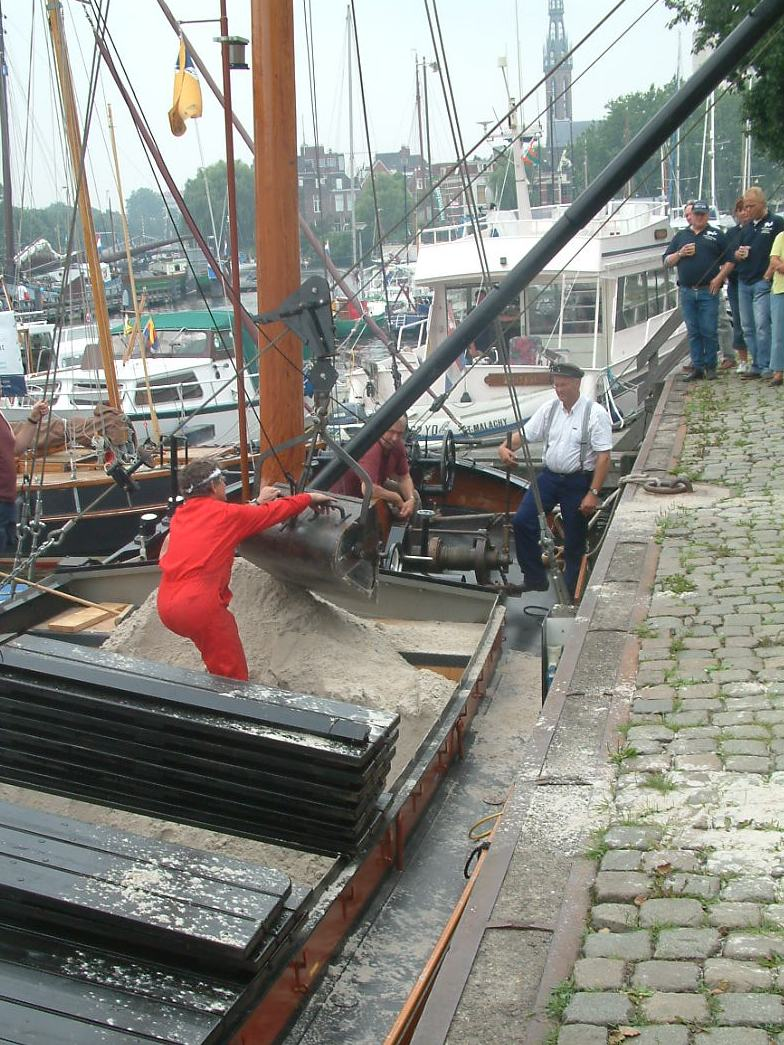
De man in het ruim moet aan de bak
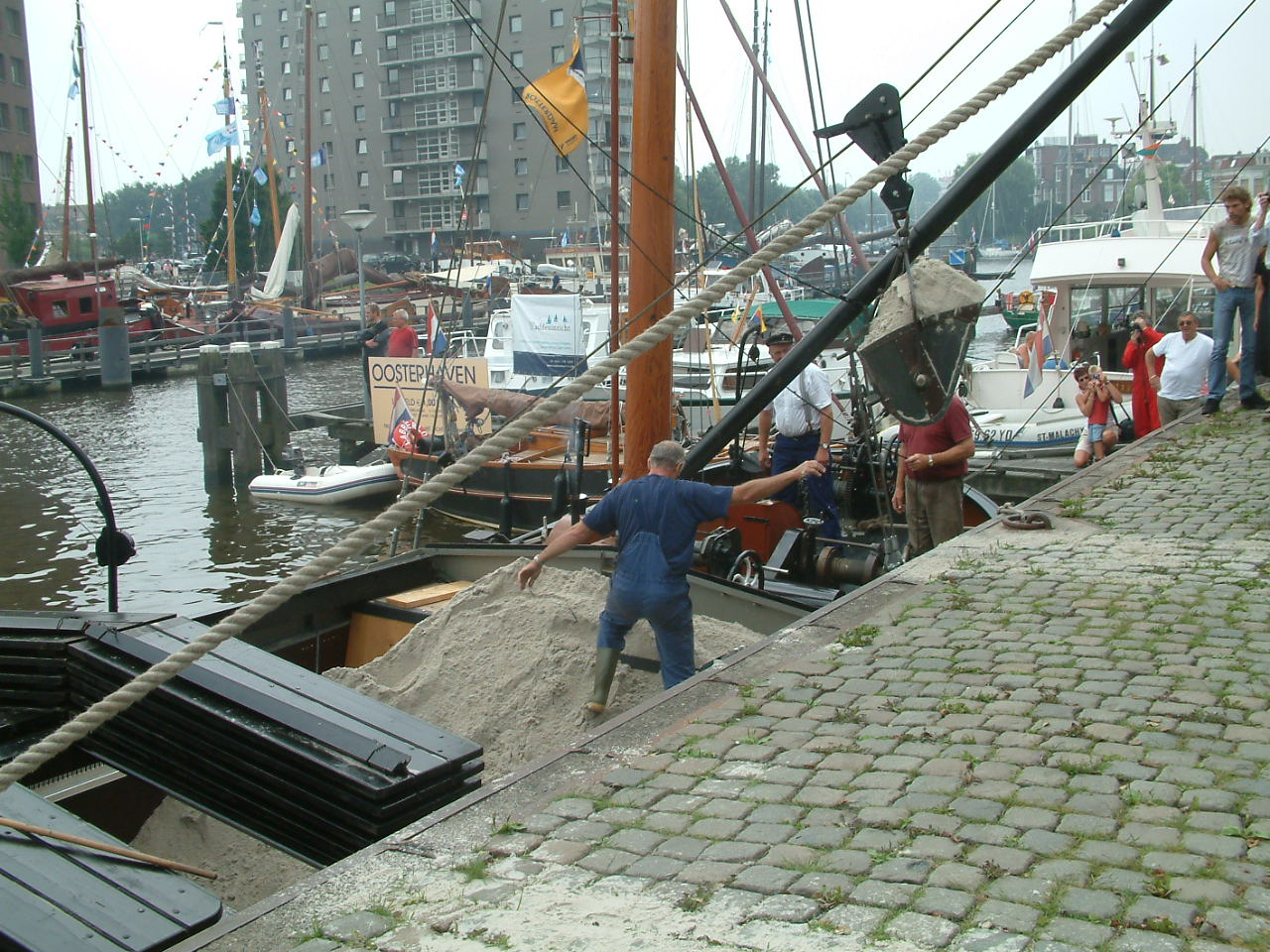
De bak is geladen en rijdt over de draad naar boven
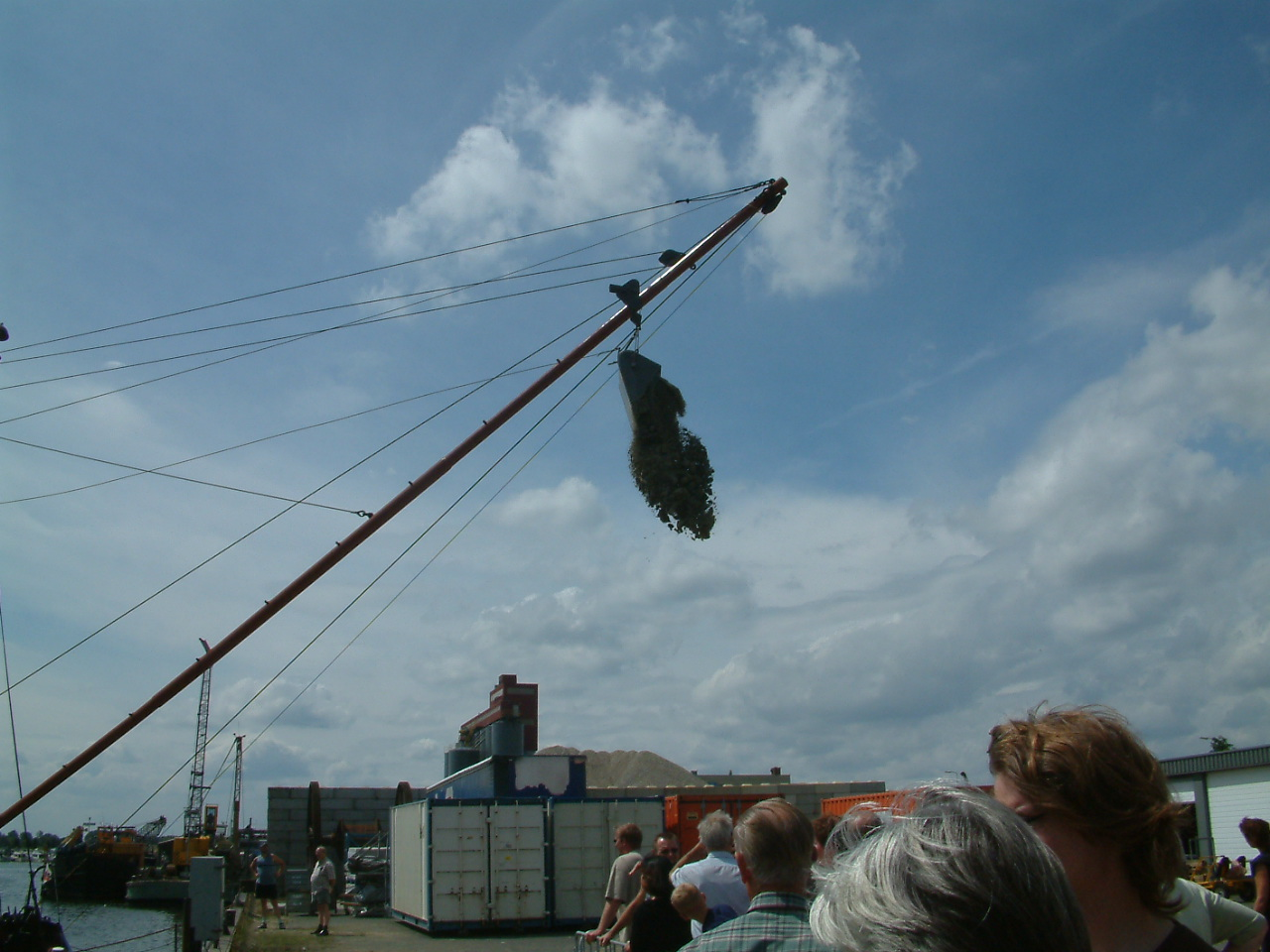
Het moment van kiepen
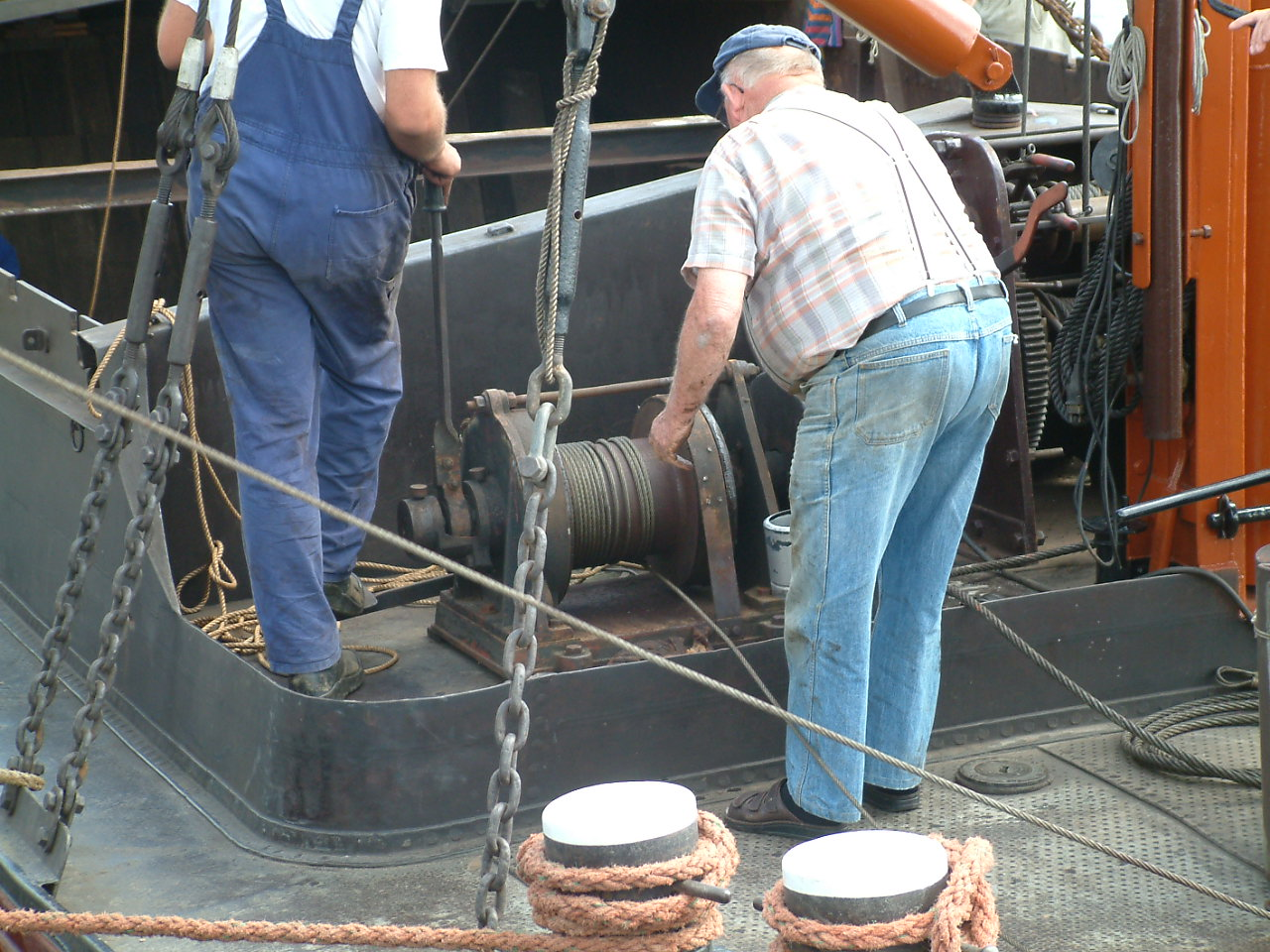
De zandlier met koppeling en voetrem
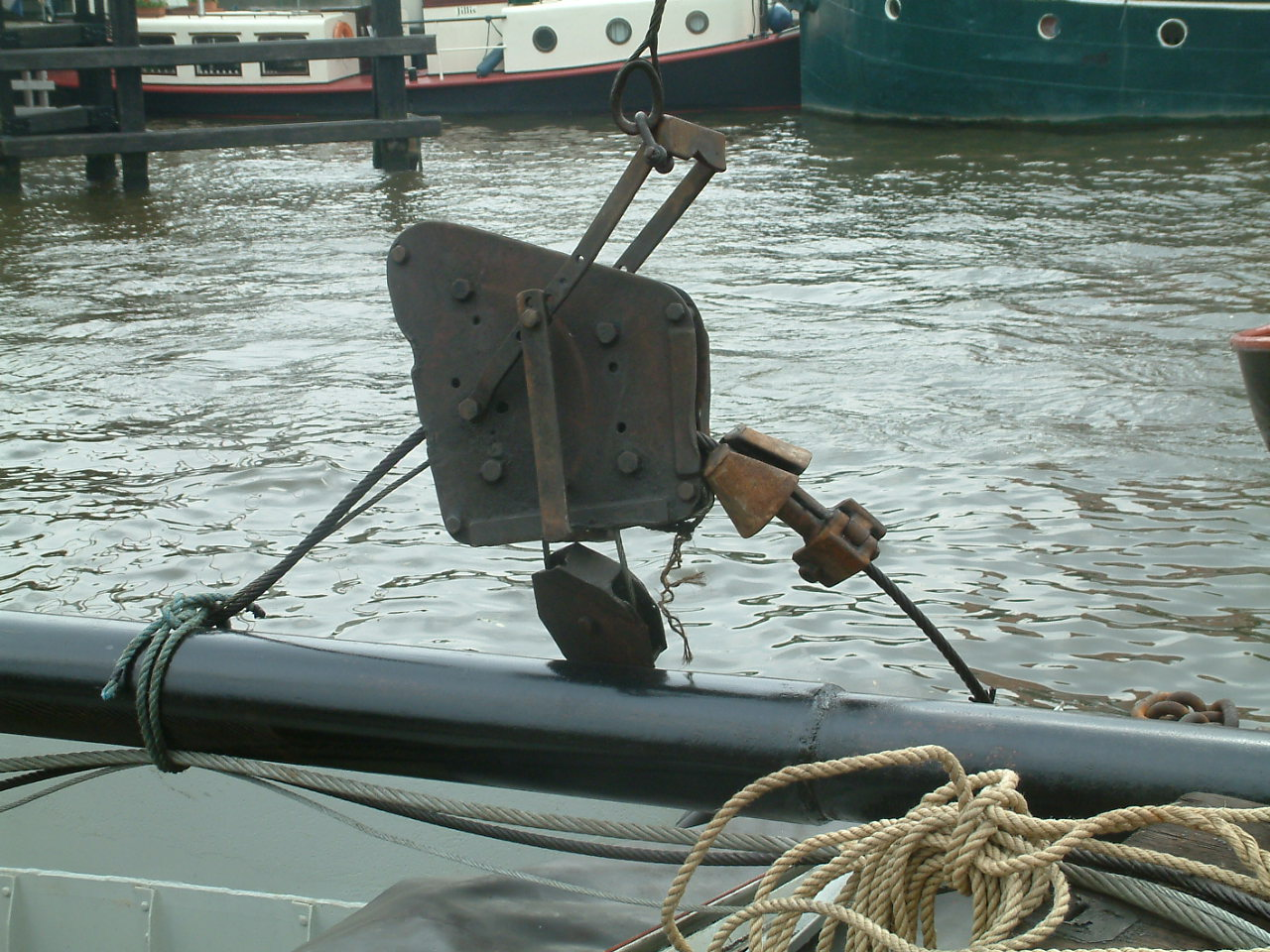
Het rijblok
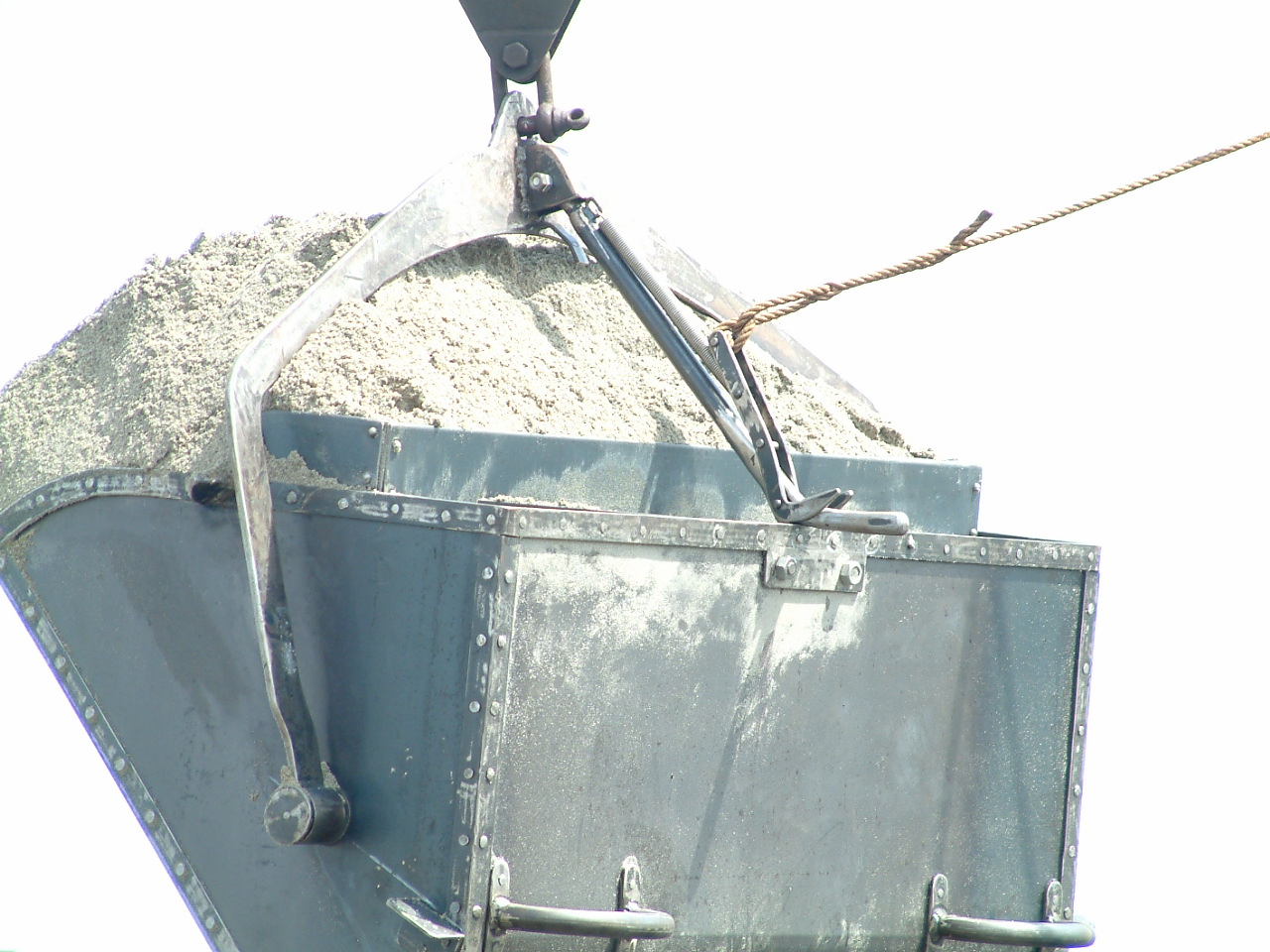
Een geladen losbak